# Камишлинська печера
Камишлинська печера (рос. Камышлинская) — печера на Алтаї, Республіка Алтай, Росія.  Загальна протяжність — 86 м. Глибина печери — N/A м, амплітуда висот — 13 м; загальна площа — 205 м²; об'єм — 400 м³.  Печера відноситься до Західноалтайської області Алтайської провінції Алтай-Саянської спелеологічної країни. Кадастровий номер 5143/8538-2.